# جون ريد (متسابق يخت)
جون ريد (بالإنجليزية: John Reid)‏ هو متسابق يخت أمريكي، ولد في 27 نوفمبر 1918 في أتلانتا في الولايات المتحدة، وتوفي في 17 مايو 1954 في ميامي في الولايات المتحدة.

## وصلات خارجية
- جون ريد على موقع الاتحاد الدولي للملاحة الشراعية (موقع جديد) (الإنجليزية)
- جون ريد على موقع الاتحاد الدولي للملاحة الشراعية (موقع قديم) (الإنجليزية)
- جون ريد على موقع اللجنة الأولمبية الدولية (الإنجليزية)
- جون ريد على موقع أوليمبيديا (الإنجليزية)